# Gjelbrim Taipi
Gjelbrim Taipi, född 13 december 1992 i Bujanovac i FR Jugoslavien, är en kosovoalbansk fotbollsspelare (mittfältare) som spelar för Kukësi.